# Bovenstreek (Westerlee)
Bovenstreek of Tonke(n)soord is een gehucht langs de Tonkensoordlaan (en de daarlangs verlopende Siepsloot) ten zuidwesten van Westerlee in de gemeente Oldambt in de Nederlandse provincie Groningen. Het bestaat uit een drietal huizen met iets ten noorden daarvan nog een huis.
De alternatieve benaming Tonke(n)soord verwijst naar een van de rijkste boerengeslachten van Meeden, namelijk de familie Tonkes. Deze benaming werd verbasterd tot Tonkens. Het gehucht ontstond rond 1900 als een rij van ongeveer 10 arbeidershuisjes. Vanuit hun eigen bedoeninkje namen de landarbeiders van heinde en verre werk aan, en waren via verbouw op eigen grond en bezit van wat vee redelijk zelfvoorzienend. In de jaren 1960 en 1970 werden veel huisjes gesloopt, onder andere in het kader van de ruilverkaveling Meeden-Westerlee. Sindsdien staan er daarom nog maar 4 huizen.
Ten noordwesten van het gehucht ligt nog een gehucht Bovenstreek dat onder Meeden valt. Ten oosten van het gehucht ligt een gehucht Bovenstreek dat tot Winschoten behoort. Het eerste gehucht behoort tot de gemeente Midden-Groningen en het tweede ook tot de gemeente Oldambt.
Stad: Winschoten

Dorpen: Bad Nieuweschans · Beerta · Blauwestad · Drieborg · Eexta · Finsterwolde · Heiligerlee · Midwolda · Nieuw-Beerta · Nieuwolda · Nieuw-Scheemda · Oostwold · Scheemda · 't Waar · Westerlee

Buurtschappen (en voormalige buurtschappen): Beersterhoogen · Bellingwolderzijl · Bikkershorn · Booneschans · Bovenburen · Bovenstreek (Westerlee) · Bovenstreek (Winschoten) · De Kamp · De Dellen · Eextahaven · Egypterdijk · Ekamp · Finsterwolderhamrik · Ganzedijk · De Garsten ·  Goldhoorn · Hamdijk · Hardenberg · Hongerige Wolf · Kloostergare · Kopaf · Kostverloren · Kromme-Elleboog · Kroonpolder · Lutje Loug · Meerland · Munnekeveen · Napels · Niesoord · Nieuwe Statenzijl · Nieuwolda-Oost · Polderdwarsweg ·  (Winschoter) Oostereinde · Oostwolderhamrik · Oostwolderpolder · Oudedijk · Oudekerk · Oude Statenzijl · Oudezijl · Reiderwolderpolder · Scheemdermeer · Scheemderzwaag · Scheveklap · Sint-Vitusholt (of Achterholt) · Stadspolder · Stoksterhorn · Tranendal · Tutjeshut · Ulsda · Veenhuizen · Westeind · Winschoterhogebrug · Winschoterzijl · Zandhoogte · Zuiderveen 

Voormalige gemeenten: Reiderland · Scheemda · Winschoten

Groningen: Steden en dorpen      Nederland: Provincies · Gemeenten